# 小行星8500
小行星8500（英語：8500 Hori）是一颗围绕太阳公转的小行星。1990年10月10日，圓舘金、渡邊和郎在北见发现了此天体。
这颗小行星的绝对星等为173.6822922370143等。